# Stadsvapnet i Karlshamn
Stadsvapnet i Karlshamn AB är ett svenskt förvaltningsbolag som agerar moderbolag för de verksamheter som Karlshamns kommun har valt att driva i aktiebolagsform. Bolaget ägs helt av kommunen.

## Bolag
Källa: 
- Karlshamn Energi AB
- Karlshamns Hamn Aktiebolag
- Karlshamnsbostäder Aktiebolag
- Karlshamnsfastigheter AB
- Kreativum i Blekinge Aktiebolag
- Logistikposition Karlshamn AB
- Netport Science Park AB (svb)